# TV2000
TV2000 è un canale televisivo italiano di tipo privato e syndication a diffusione nazionale, di proprietà della società Rete Blu S.p.A. controllata dalla Conferenza Episcopale Italiana.

## Storia
Dal 9 febbraio 1998 al 20 settembre 2009 il canale si chiamava SAT2000 in riferimento al fatto che trasmetteva solo via satellite. In alcune ore della giornata poteva essere visto anche in analogico grazie a degli accordi con emittenti locali simili alla syndication. 
Il primo direttore (dal 1998 al 2006) è Emmanuele Milano, già direttore di Rai 1 e successivamente di Telemontecarlo.
Nel 2004, si affiliò a 7 Gold, per poi passare a Supersix, al quale resta legata fino al 2006.
Nel giugno del 2009 viene avviato un graduale restyling al canale, che termina tre mesi dopo (settembre 2009) con la ridenominazione della rete in TV2000. Dal 2010 l'emittente inizia a trasmettere gradualmente in 16:9. Per un breve periodo è stata disponibile la versione timeshift TV2000 +1, poi chiusa.
TV2000 trasmette 24 ore su 24, ed è visibile tramite diverse tecnologie che hanno portato al nuovo nome:
- via satellite: criptato, in alta definizione attraverso il satellite Hot Bird[4] sul transponder 67 in standard DVB-S2, su Tivùsat al canale 18 e su Sky al canale 157;
- sul digitale terrestre: in chiaro, nel multiplex nazionale Persidera 2 sull'LCN 28 e 528 in alta definizione;
- in streaming: nel sito web ufficiale, tramite app TV2000 Google Play o App Store;
- via cavo: in Svizzera sul canale 25 del provider Sunrise.

Inoltre, varie emittenti regionali che trasmettono in digitale terrestre e/o via satellite, ripropongono, mediante l'associazione di emittenti Corallo, una parte della programmazione di TV2000. Quando ciò accade, sono presenti in sovraimpressione sia il logo di TV2000 sia quello dell'emittente regionale che la ospita.
La sede principale di TV2000 si trova a Roma in Via Aurelia 796, ma vi è anche una redazione a Milano in viale Marche 15.
Fino al 2014, la rete era diretta da Dino Boffo. Fino alla primavera del 2014, il direttore responsabile del TG2000 è stato Stefano De Martis. Nel 2014 vengono nominati il nuovo direttore di rete Paolo Ruffini e il nuovo direttore del TG2000 Lucio Brunelli. Amministratore delegato è Massimo Porfiri; direttore generale Lorenzo Serra. Dal 2018 Porfiri riunisce le cariche di amministratore delegato e direttore generale. Dal 1º ottobre 2018 il direttore di rete è Vincenzo Morgante, che dal 1º febbraio 2019 dirige anche il telegiornale.
Su questa emittente la pubblicità commerciale inizialmente poca, è in crescita dal 2012; numerose sono le "comunicazioni sociali", che pubblicizzano associazioni umanitarie senza fini di lucro. Dal 18 ottobre 2015 la raccolta pubblicitaria del canale è affidata a PRS S.r.l.
Il 31 maggio 2012 viene inaugurato il canale ufficiale di TV2000 su YouTube.
Dalla fine degli anni novanta al 2013, la diffusione di TV2000 via satellite avveniva su Hot Bird sul transponder 54. A partire dal 1º dicembre 2013, TV2000 viene invece trasmessa sullo stesso satellite ma, grazie a una frequenza dell'azienda Sky Italia, sul transponder 66. Il cambio di frequenza ha comportato, inoltre, l'introduzione di una codifica. Alcuni programmi dell'emittente vengono criptati in assenza di diritti di trasmissione all'estero e possono essere visti solo in Italia, San Marino e Città del Vaticano mediante le piattaforme Sky o Tivùsat.
In Svizzera il segnale è interamente visibile in HD via cavo, su Cablecom UPC 
A gennaio 2014 il canale è stato convertito al formato d'immagine in 16:9.
Dal 3 novembre 2014 il canale subisce un restyling con l'introduzione di un nuovo logo e nuove grafiche.
A livello editoriale, TV2000 collabora con il network radiofonico InBlu e con il quotidiano nazionale Avvenire.
Dal 3 dicembre 2020 trasmette solo in HD nativo sul satellite.
Dal 14 dicembre 2021 è andata in onda Canonico, la prima fiction prodotta dall'emittente.
Dall'8 marzo 2022 la versione in alta definizione del canale è visibile anche sul digitale terrestre all'LCN 28.
Il 19 settembre 2022, con l'inizio della nuova stagione televisiva, il canale, insieme a InBlu, rinnova il logo e le grafiche. Per l'occasione, cambia anche lo slogan del canale che è: Autentici per vocazione. Anche il TG2000, cambia il logo e le grafiche, mentre lo studio rimane invariato.
A Gennaio 2024 nasce
Play2000 il servizio on demand disponibile per Smart TV, Desktop,Tablet e Smartphone.

## Emittenti affiliate
Parte del palinsesto viene ridistribuito in differenti fasce orarie a seconda delle programmazioni presso le emittenti dell'associazione Corallo, la quale raccoglie circa trenta tv cattoliche italiane.

## Palinsesto
TV2000 propone un palinsesto generalista e di ispirazione cattolica. Grazie alla collaborazione con Vatican Media, TV2000 segue in diretta le principali attività pubbliche del Papa, come i viaggi internazionali, le Messe, l'Udienza Generale del mercoledì, la recita dell'Angelus. Il canale offre una copertura degli eventi della Chiesa cattolica più importanti. Spazi sono dedicati alla riflessione e alla preghiera tra cui la preghiera del Rosario in diretta da Lourdes e la coroncina alla Divina Misericordia.

### Programmi attualmente in onda

#### Informazione
- TG2000
- TgTg
- Rassegna stampa
- Il Post
- Terza pagina
- Effetto notte
- Retroscena
- Guerra e pace
- Dirette ed eventi

#### Approfondimento
- Di buon mattino
- Chiesa viva
- Il mio medico
- Indagine ai confini del sacro
- L'ora solare
- Siamo noi
- Today

#### Programmi religiosi
- Credo
- Buongiorno a Maria
- Rosario da Pompei
- Rosario in diretta da Lourdes
- Rosario a Maria che scioglie i nodi
- Santa Messa
- La coroncina alla Divina Misericordia
- Sulla strada
- Compieta
- Angelus
- Regina Coeli

#### Viaggi
- Borghi d'Italia

#### Intrattenimento
- Quel che bolle in pentola

#### Cultura e documentari
- Buongiorno professore
- Soul
- Laura una vita straordinaria
- Mio padre, Alcide De Gasperi
- New farmers

#### Telenovela e telefilm
- Stellina
- La famiglia Bradford
- Speechless[15]
- Canonico
- L'amore e la vita - Call the Midwife

### Programmi precedentemente in onda

#### Informazione
- Sport 2000
- Cous cous tv
- Buone notizie
- Il diario di Papa Francesco

#### Approfondimento
- Avanti il prossimo
- Attenti al lupo
- Beati voi
- Bel tempo si spera
- Benedetta economia
- Buonasera dottore
- C'è spazio
- Ci vediamo da Arianna
- Italiani anche noi
- Missione possibile
- Padre nostro
- Ritratti di coraggio

#### Programmi culturali
- Dapprincipio
- La santa bellezza
- Segreti - I misteri della storia
- Il mondo insieme

#### Programmi religiosi
- Il salmo
- Mosaico
- Preghiamo con la sindone

#### Intrattenimento
- Revolution
- La canzone di noi
- Vade retro
- Il programma del secolo
- Tutti giù per terra
- Quel che passa il convento

#### Documentari
- Sui passi di Abramo
- Padre Pio: tornerò tra cent'anni
- Gli eremi di Celestino
- Dentro la Sindone
- Un minuto di silenzio
- Moto for peace
- La fabbrica di San Pietro

#### Telenovela e telefilm
- Per Elisa
- Rosa selvaggia
- Vento di passione
- Milagros
- Topazio
- Maria
- Terra nostra
- Piccola Cenerentola
- Grecia
- Perla nera
- Stellina
- Primo amore
- Nati ieri
- Don Matteo
- Il segreto di Jolanda
- Casa famiglia
- Quando chiama il cuore

## Ascolti

### Share mensile
Dati Auditel relativi al giorno medio mensile sul target individui 4+.
| Anno | Gen   | Feb   | Mar   | Apr   | Mag   | Giu   | Lug   | Ago   | Set   | Ott   | Nov   | Dic   | Media anno |
| ---- | ----- | ----- | ----- | ----- | ----- | ----- | ----- | ----- | ----- | ----- | ----- | ----- | ---------- |
| 2012 | 0,26% | 0,30% | 0,30% | 0,35% | 0,36% | 0,40% | 0,43% | 0,40% | 0,41% | 0,48% | 0,48% | 0,50% | 0,39%      |
| 2013 | 0,54% | 0,60% | 0,77% | 0,57% | 0,68% | 0,70% | 0,97% | 0,59% | 0,64% | 0,71% | 0,63% | 0,62% | 0,66%      |
| 2014 | 0,59% | 0,60% | 0,62% | 0,77% | 0,74% | 0,70% | 0,64% | 0,74% | 0,69% | 0,72% | 0,68% | 0,71% | 0,68%      |
| 2015 | 0,74% | 0,72% | 0,76% | 0,83% | 0,79% | 0,84% | 0,86% | 0,73% | 0,80% | 0,75% | 0,83% | 0,82% | 0,79%      |
| 2016 | 0,76% | 0,89% | 0,82% | 0,69% | 0,68% | 0,72% | 0,73% | 0,63% | 0,66% | 0,65% | 0,71% | 0,70% | 0,72%      |
| 2017 | 0,67% | 0,69% | 0,73% | 0,88% | 0,85% | 0,79% | 0,60% | 0,65% | 0,67% | 0,62% | 0,68% | 0,70% | 0,71%      |
| 2018 | 0,71% | 0,69% | 0,79% | 0,73% | 0,81% | 0,80% | 0,77% | 0,84% | 0,80% | 0,78% | 0,76% | 0,75% | 0,77%      |
| 2019 | 0,78% | 0,85% | 0,90% | 0,89% | 0,84% | 0,83% | 0,78% | 0,81% | 0,82% | 0,81% | 0,81% | 0,80% | 0,82%      |
| 2020 | 0,75% | 0,75% | 1,12% | 1,31% | 1,21% | 1,08% | 1,05% | 1,02% | 0,96% | 0,95% | 0,95% | 0,90% | 0,92%      |
| 2021 | 0,88% | 0,91% | 0,98% | 0,89% | 0,98% | 0,90% | 0,88% | 0,96% | 0,99% | 1,05% | 1,01% | 1,00% | 0,95%      |
| 2022 | 0,98% | 0,99% | 1,08% | 1,14% | 1,27% | 1,33% | 1,25% | 1,31% | 1,06% | 1,14% | 1,13% | 1,17% | 1,14%      |
| 2023 | 1,08% | 1,00% | 1,10% | 1,26% | 1,19% | 1,23% | 1,09% | 1,20% | 1,04% | 1,06% | 0,99% | 1,05% | 1,10%      |
| 2024 | 0,99% | 1,06% | 1,16% | 1,10% | 1,19% | 1,21% | 1,02% | 0,96% | 1,02% | 1,04% | 1,03% | 1,04% | 1,07%      |
| 2025 | 1,00% | 1,11% | 1,11% | 1,11% | 1,23% | 1,10% |       |       |       |       |       |       |            |

Nella stagione 2014-2015 il picco medio d'ascolto giornaliero della rete è stato di quasi 3 milioni di telespettatori giornalieri, con un aumento del 15,15% rispetto alla stagione 2013-2014.

## Direttori
| Nome              | Periodo                            |
| ----------------- | ---------------------------------- |
| Stefano De Martis | 9 febbraio 1998 - 17 ottobre 2010  |
| Dino Boffo        | 18 ottobre 2010 - 14 febbraio 2014 |
| Paolo Ruffini     | 15 febbraio 2014 - 5 luglio 2018   |
| Vincenzo Morgante | 1º ottobre 2018 - in carica        |

## Loghi

9 febbraio 1998 - 20 settembre 2009
21 settembre 2009 - 2 novembre 2014
3 novembre 2014 - 18 settembre 2022
In uso dal 19 settembre 2022